# Globe Pequot Press
Globe Pequot este o editură americană care publică și distribuie cărți pe teme recreaționale, având un portofoliu de circa 500 de titluri. Compania editorială a fost achiziționată de Morris Communications în 1997. Ea a achiziționat la rândul ei editura Lyons Press în 2001. Globe Pequot a fost vândută grupului editorial Rowman & Littlefield în 2014.

## Mărci editoriale
Globe Pequot publică cărți sub mai multe mărci editoriale, printre care Lyons Press, FalconGuides[nefuncțională – arhivă]
, Knack și Insiders' Guide.

## Legături externe
- Site web oficial